# Maslinovik (otok)
Maslinovik je otok u Jadranskom moru. Nalazi se oko 2.5 km jugozapadno od Primoštena, te oko 1 km od obale. Dugačak je oko 1km, a širok do 300m. Položen je u smjeru istok-zapad.
Površina otoka je 351.201 m2, duljina obalne crte 2739 m, a visina 37 metara.

## Vanjske poveznice
|  | Zajednički poslužitelj ima još gradiva o temi Maslinovik (otok) |